# 比靈斯水庫
23°47′13″S 46°35′02″W / 23.787°S 46.584°W

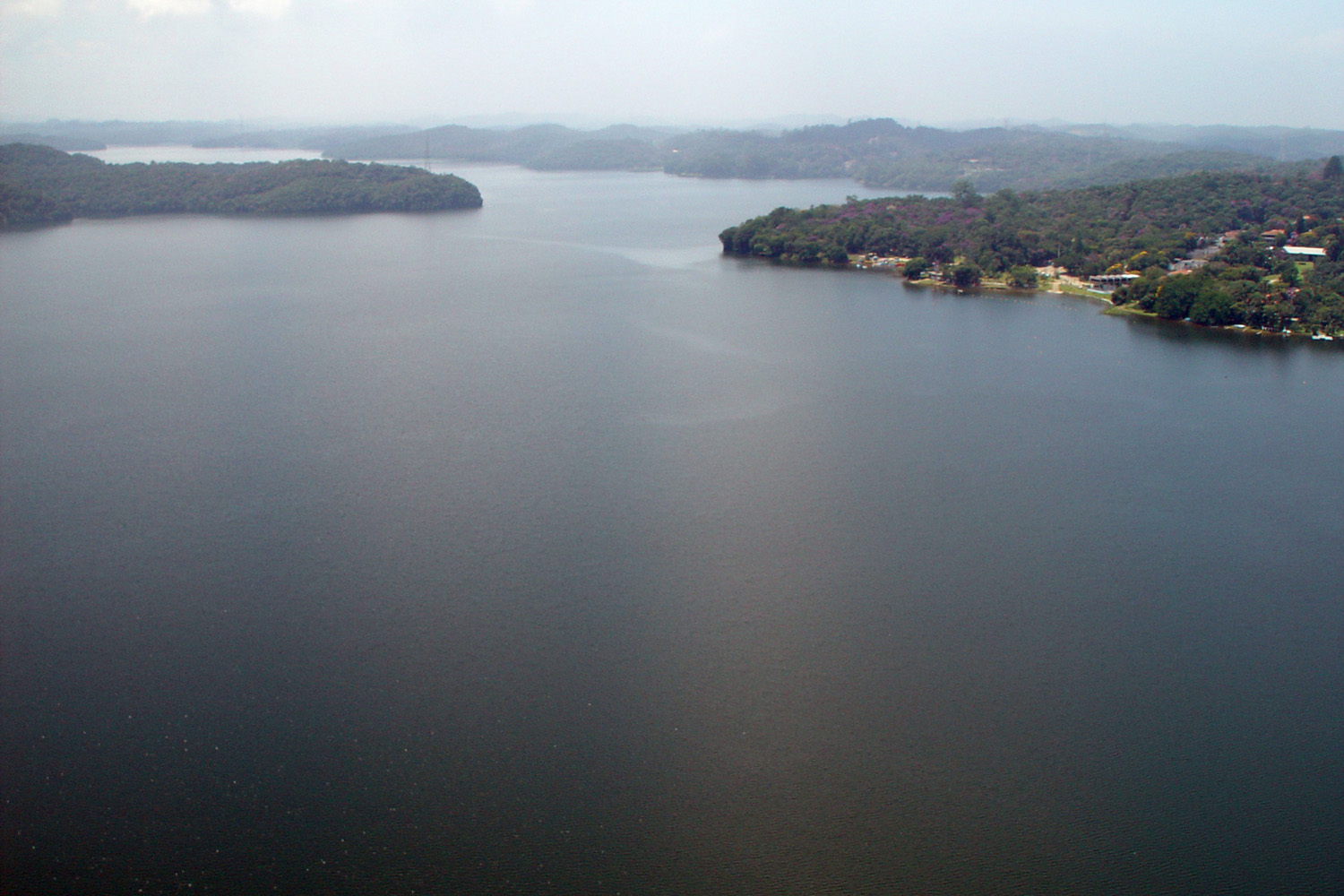

比靈斯水庫是巴西的水庫，位於首府聖保羅南部，面積127平方公里，集水區面積1,560平方公里，蓄水量9.95億立方米，該水庫為約180萬居民提供食水。

## 外部連結
- http://ghaly.union.edu/~ghalya/civil-history/Brazil/Brazil98/Info.htm （页面存档备份，存于）
- https://web.archive.org/web/20090522042852/http://www.mananciais.org.br/site/mananciais_rmsp/billings/ahistbill